# Povel à la carte
Povel à la carte, som spelades 2005–2007, var en scenproduktion med Povel Ramel och Stephan Lundin på scen. Showens första halva bestod av att Lundin intervjuade Povel om hans liv och artistkarriär utifrån olika låtar, medan Povel själv underhöll vid pianot i den andra halvan. 
Pratshowen skapades av Povel Ramel och Stephan Lundin, för dekoren svarade Stephan Lundin och Lisbeth Rosenström, kapellmästare var Mikael Ramel (övriga musiker: Niklas Sundén och Backa Hans Eriksson) och för produktionen svarade Sundén & Lundin Produktion och SMG Entertainment.
Povel à la carte hade turnerade i Sverige och Finland 2005–2007 och spelades även på Maximteatern i Stockholm hösten 2006.